# Xoanodera ferrugata
Xoanodera ferrugata es una especie de escarabajo longicornio del género Xoanodera, tribu Cerambycini, subfamilia Cerambycinae. Fue descrita científicamente por Holzschuh en 2019.

## Descripción
Mide 21,8 milímetros de longitud.

## Distribución
Se distribuye por Indonesia (Sumatra).